# Coupe d'Angleterre de football 1885-1886
Navigation
Coupe d'Angleterre 1884-1885 Coupe d'Angleterre 1886-1887
La Coupe d'Angleterre de football 1885-1886 est la 15e édition de la Coupe d'Angleterre de football. 
La finale se joue le 3 avril 1886 au Kennington Oval entre les Blackburn Rovers et le West Bromwich Albion. Les deux clubs n'arrivent pas à se départager, score final 0 à 0. Les deux équipes se retrouvent le 10 avril au County Cricket Ground à Derby, les Blackburn Rovers remportent leur troisième titre en battant West Bromwich Albion 2 à 0.

## Finale
| Finale de la Coupe d'Angleterre 1885-1886 | Blackburn Rovers | 0 – 0 | West Bromwich Albion | Kennington Oval (Londres) |  |
| 3 avril 1886                              |                  | (–)   |                      |                           |  |

| Match d'appui de la finale de la Coupe d'Angleterre 1885-1886 | Blackburn Rovers | 2 – 0 | West Bromwich Albion | County Cricket Ground (Derby) |  |
| 10 avril 1886                                                 |                  | (–)   |                      |                               |  |